# Наркис, Узи
У́зи Нарки́с (ивр. עוזי נרקיס‎, англ. Uzi Narkiss; 6 января 1925, Иерусалим — 17 декабря 1997, там же) — израильский генерал, командовавший Центральным фронтом Армии обороны Израиля во время Шестидневной войны 1967 года.

## Юность и начало службы в армии
Родился в Иерусалиме в семье польских иммигрантов. Его первое воспоминание — о пребывании в укрытии во время арабских бунтов 1929 года.
Узи получил образование в Гимназии «Рэхавия» в Иерусалиме и начал военную службу, присоединившись к Пальмаху в возрасте 16 лет.
Впоследствии он участвовал в операциях Хаганы против британских колониальных сил в Палестине. Так, в апреле 1948 Узи Наркис возглавлял нападение на Катамон, при освобождении ключевой стратегической точки — Монастыря Сан-Симон. После вывода британских войск из Палестины и провозглашения независимости Израиля, Наркис был назначен в помощь осажденным в еврейской части Старого города. Подразделению Наркиса удалось проникнуть через Сионские ворота, обеспечивая поставки и эвакуируя раненных из осады. И только после того, как стало ясно, что военное подкрепление не появится, Наркис приказал, чтобы его солдаты отступили из Старого города, занимаемого иорданскими войсками.

## Военная карьера

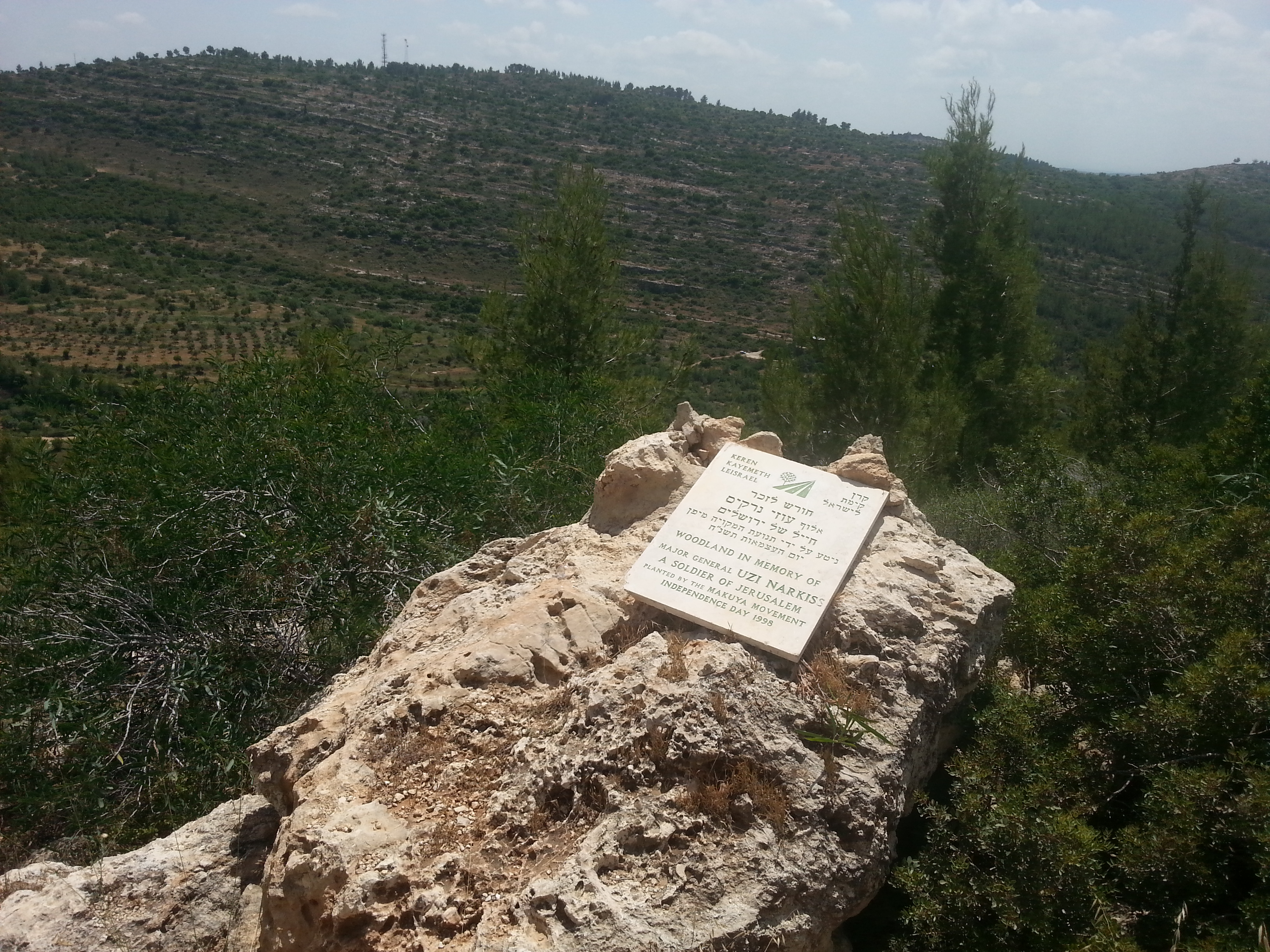
Табличка памяти Узи Наркиса на дороге Дифенбейкера

Узи Наркис провел несколько лет во Франции, обучаясь в École de Guerre (Французское военное училище) и, позже, будучи израильским военным атташе, был награждён французским правительством Орденом почётного легиона.
Наркис возвратился в Израиль, чтобы продолжить военную карьеру и в 1965 году стал первым директором Колледжа Национальной обороны Израиля.

## Шестидневная война
В июне 1967 года Узи Наркис командовал семью бригадами и участвовал во всех боях с иорданскими вооруженными силами во время Шестидневной войны. Завоевание Старого города изначально не было запланировано. Израильские войска перемещались, чтобы занять ключевые позиции в Восточном Иерусалиме. Наркис беспокоился, что политические деятели не решатся занять Старый город. Но под влиянием приближающегося прекращения огня (после ближайшего заседания ООН), Моше Даян поручил Узи Наркису задание воссоединить Иерусалим, не дожидаясь прекращения огня. Под руководством Наркиса Старый Город был отбит у иорданцев, и Иерусалим повторно объединен под израильским контролем. С точки зрения Наркиса это освобождение закончило кампанию, которую он начал девятнадцатью годами ранее, проигрыш в которой часто беспокоил его.

## Дальнейшая карьера
Узи Наркис уволился из Армии обороны Израиля в 1968 году, и долгое время занимал ключевые должности в Еврейском агентстве и Всемирной сионистской организации.
Узи Наркис умер в Иерусалиме 17 декабря 1997 года в возрасте 72 лет.